# Lenje
Los lenje son un grupo étnico de habla tonga de 150.000 individuos, que viven al este del pantano de Lukanga, en Zambia meridional. Comercian con cobre y marfil y no están organizados en jefaturas. En 1890 algunos lenje se sometieron a Cecil Rhodes a cambio de protección contra los nguni y los chikunda.
- Datos: Q9021440